# Anne Jahren
Anne Jahren (Bærum, 20 giugno 1963) è un'ex fondista norvegese.

## Biografia
In Coppa del Mondo ottenne il primo risultato di rilievo il 15 gennaio 1982 a La Bresse (5ª), il primo podio il 14 gennaio 1983 a Zadov (2ª) e l'unica vittoria il 22 febbraio 1986 a Kavgolovo.
In carriera prese parte a due edizioni dei Giochi olimpici invernali, Sarajevo 1984 (7ª nella 5 km, 5ª nella 10 km, 3ª nella 20 km, 1ª nella staffetta) e Calgary 1988 (4ª nella 5 km, 16ª nella 10 km, 2ª nella staffetta), e a tre dei Campionati mondiali, vincendo quattro medaglie.

## Palmarès

### Olimpiadi
- 3 medaglie:
  - 1 oro (staffetta[1] a Sarajevo 1984)
  - 1 argento (staffetta[1] a Calgary 1988)
  - 1 bronzo (20 km[1] a Sarajevo 1984)

### Mondiali
- 4 medaglie:
  - 1 oro (10 km[1] a Oberstdorf 1987)
  - 2 argenti (staffetta[1] a Seefeld in Tirol 1985; staffetta[1] a Oberstdorf 1987)
  - 1 bronzo (staffetta[1] a Lahti 1989)

### Coppa del Mondo
- Miglior piazzamento in classifica generale: 3ª nel 1984
- 12 podi (tutti individuali[2])[3]:
  - 1 vittoria
  - 3 secondi posti
  - 8 terzi posti

#### Coppa del Mondo - vittorie
| Data             | Località  | Nazione          | Spec.    |
| ---------------- | --------- | ---------------- | -------- |
| 22 febbraio 1986 | Kavgolovo | Unione Sovietica | 10 km TC |

Legenda:

TC = tecnica classica